# Primorje (podjetje)
Primorje je bilo slovensko gradbeno podjetje s sedežem v Ajdovščini. Podjetje je bilo znano po gradnji pomembnih infrastrukturnih objektov v Sloveniji in tujini, med drugim  viadukta Črni Kal. Od leta 2012 je v stečaju.

## Zgodovina
Ustanovljeno je bilo leta 1946 kot gradbeno podjetje Novgrad v Vipavi. V šestdesetih letih se je preoblikovalo v Splošno gradbeno podjetje Primorje Ajdovščina in vlagalo predvsem v povečanje proizvodnih zmogljivosti na področju nizkih gradenj. V sedemdesetih letih se je širilo na tuje trge, gradilo je v Iraku, Alžiriji, Libiji, Jordaniji, Avstriji, Nemčiji in na območju bivše SFRJ. Konec osemdesetih let se je zaradi krize v gradbeništvu usmerilo v gradnjo poslovnih in stanovanjskih objektov. V devetdesetih letih je podjetje dobilo nov zagon s ponovnim začetkom gradnje slovenskih avtocest, posodobilo je strojno-transportni park ter razširilo in moderniziralo proizvodnjo gradbenih materialov. Leta 2001 je prevzelo kranjsko podjetje Gradbinec in trboveljsko družbo Rudis. Leta 2002 in 2003 se je vrnilo na hrvaški trg ter izvedlo nekaj uspešnih projektov v Črni gori.

Zaradi finančnih težav, ki so jih povzročile kriza v gradbeništvu, prezadolženost in neuspešna pogajanja z bankami upnicami, je podjetje junija 2012 vložilo predlog za stečaj. Okrožno sodišče v Novi Gorici je 21. junija 2012 začelo stečajni postopek nad družbo Primorje. Ob začetku stečaja je bilo v podjetju zaposlenih okoli 750 delavcev, ki so izgubili zaposlitev. Stečajni postopek naj bi se po prvotnih načrtih zaključil že leta 2019, vendar je bil večkrat podaljšan.

## Poimenovanja
Nogometni klub Primorje iz Ajdovščine še vedno nosi ime podjetja Primorje, saj je bilo podjetje vrsto let njihov največji sponzor.